# يان لي
يان لي (بالإنجليزية: Ian Leigh)‏ (11 يونيو 1962 في المملكة المتحدة - ) هو لاعب كرة قدم بريطاني في مركز حراسة المرمى. لعب مع نادي بريستول سيتي ونادي بورنموث ونادي توركي يونايتد وهامرون سبارتانز وBashley F.C. ‏.

## وصلات خارجية
- يان لي على موقع قاعدة بيانات كرة القدم.إي يو (الإنجليزية)